# Piatã
Piatã este un oraș în statul Bahia (BA) din Brazilia.